# Pitina
La pitina (aussi peta ou petuccia ; pitine au pluriel) est une polpetta de viande fumée originaire du Val Tramontina au nord de Pordenone, dans les Préalpes carniques, dans le Frioul-Vénétie Julienne, mais répandue dans tout le contrefort occidental du Frioul avec des noms similaires, bien qu'avec des préparations différentes.

## Origines
Il semble que déjà dans la première moitié du XIXe siècle, elle était consommée par les personnes qui vivaient dans les frazioni de Frassaneit, une localité située dans la municipalité de Tramonti di Sopra.
À l'origine, la pitina était composée exclusivement de viande ovine ou caprine ou de gibier ongulé de haute montagne (chamois ou chevreuil). La forme d'une boulette de viande est due au fait que dans les régions de montagne il n'y avait aucune possibilité de trouver des tripes pour farcir la viande puis la stocker, cet expédient a donc été utilisé pour pallier cette pénurie. La préparation ne nécessitait pas d'équipement spécial, il était donc possible de la préparer n'importe où, même dans des cabanes éloignées des centres habités. Cela se passait normalement sans programme précis : si un mouton ou une chèvre (trop précieux pour être enterrés) se blessait ou tombait malade, ou si un chamois était mis à mort, il fallait trouver une solution de conservation à long terme. La pitina et ses variantes sont nées de la nécessité de conserver la viande.

## Recette
Autrefois, l'animal était désossé et la viande finement déchiquetée dans la pestadora (une bûche de bois évidée). Du sel, de l'ail, du poivre noir haché étaient ajoutés à la viande. De petites boulettes de viande étaient fabriquées à partir de la viande hachée, passées dans de la farine de maïs et fumées sur la cheminée, en brûlant principalement du bois de pin des montagnes. Une fois fumée, la pitina pouvait être conservée de nombreux mois et devenait ainsi une référence dans l'alimentation des tramontini. 
Aujourd'hui, la pitina est une boulette de viande fumée roulée dans la farine de maïs, composée de viande de chamois, chevreuil, mouton ou chèvre. Le fumage est réalisé à partir de bois aromatiques (en prévalence du bois de hêtre). La pitina peut être consommée crue ou cuite : grillée avec du vinaigre et servie avec de la polenta, cuite avec beurre et oignon et ajoutée dans une soupe de pommes de terre ou encore cuite dans du lait.

## Zone de production
Bénéficiant  de la spécification Indication géographique protégée (IGP), les pitine peuvent être produites dans les municipalités d'Andreis, Barcis, Cavasso Nuovo, Cimolais, Claut, Erto e Casso, Frisanco, Maniago, Meduno, Montereale Valcellina, Tramonti di Sopra et Tramonti di Sotto.
Peta (d'Andreis ), pitina (de Val Tramontina) et petuccia (de Claut) sont les noms de trois polpette originaires de différentes zones géographiques des Préalpes carniques de l'ancienne province de Pordenone. Les produits diffèrent principalement par la taille, le type de viande principalement utilisé dans leur production et les herbes utilisées pour aromatiser la viande pendant la phase de fumage.